# Kisléta
Kisléta là một thị trấn thuộc hạt Szabolcs-Szatmár-Bereg, Hungary. Thị trấn này có diện tích 22 km², dân số năm 2010 là 1874 người, mật độ 85 người/km².